# Griekse aardbeiboom
De Griekse aardbeiboom (Arbutus andrachne) is een plant uit de heidefamilie (Ericaceae). De wetenschappelijke naam van de soort werd gepubliceerd door Carl Linnaeus in 1762.

## Kenmerken
De Griekse aardbeiboom is een traag groeiende, groenblijvende boom, die een hoogte van 6 meter kan bereiken. De schors is rood en kan afgepeld worden in papierachtige vellen. De bladeren zijn spatelvormig en hebben een gave bladrand. De bloemen staan in een rechtopstaande pluim, zijn wit, klokvormig en licht geurend. De oranje bessen hebben een netvormig nervenpatroon en bereiken een diameter van maximaal 12 mm.

## Verspreiding
De soort komt voor op de Balkan, de eilanden in de Egeïsche Zee, Kreta, Cyprus, de Krim, de Zuidelijke Kaukasus, Anatolië en de Levant. Wordt meestal aangetroffen tussen mediterraan struikgewas op stenige hellingen.

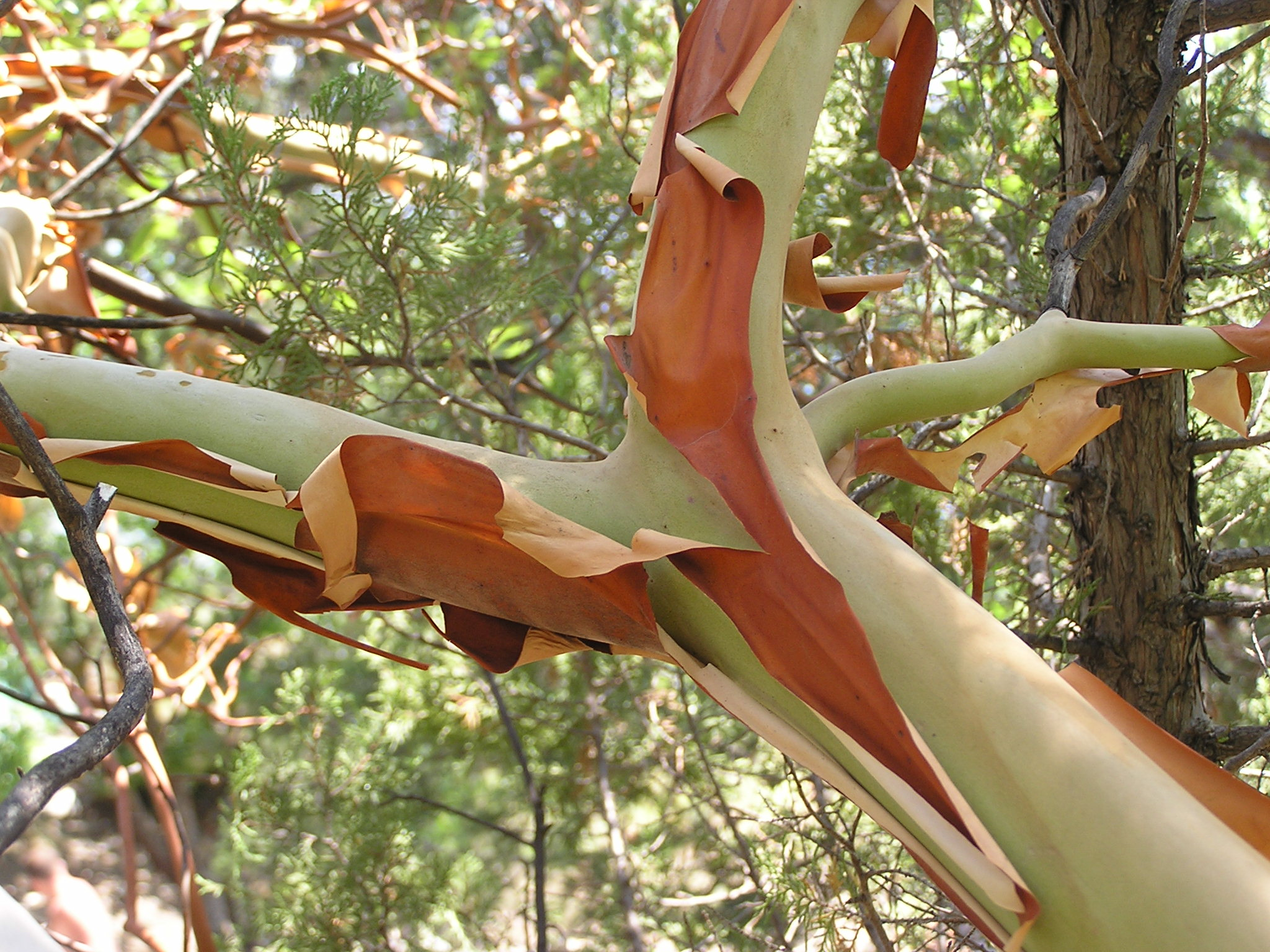
Schors
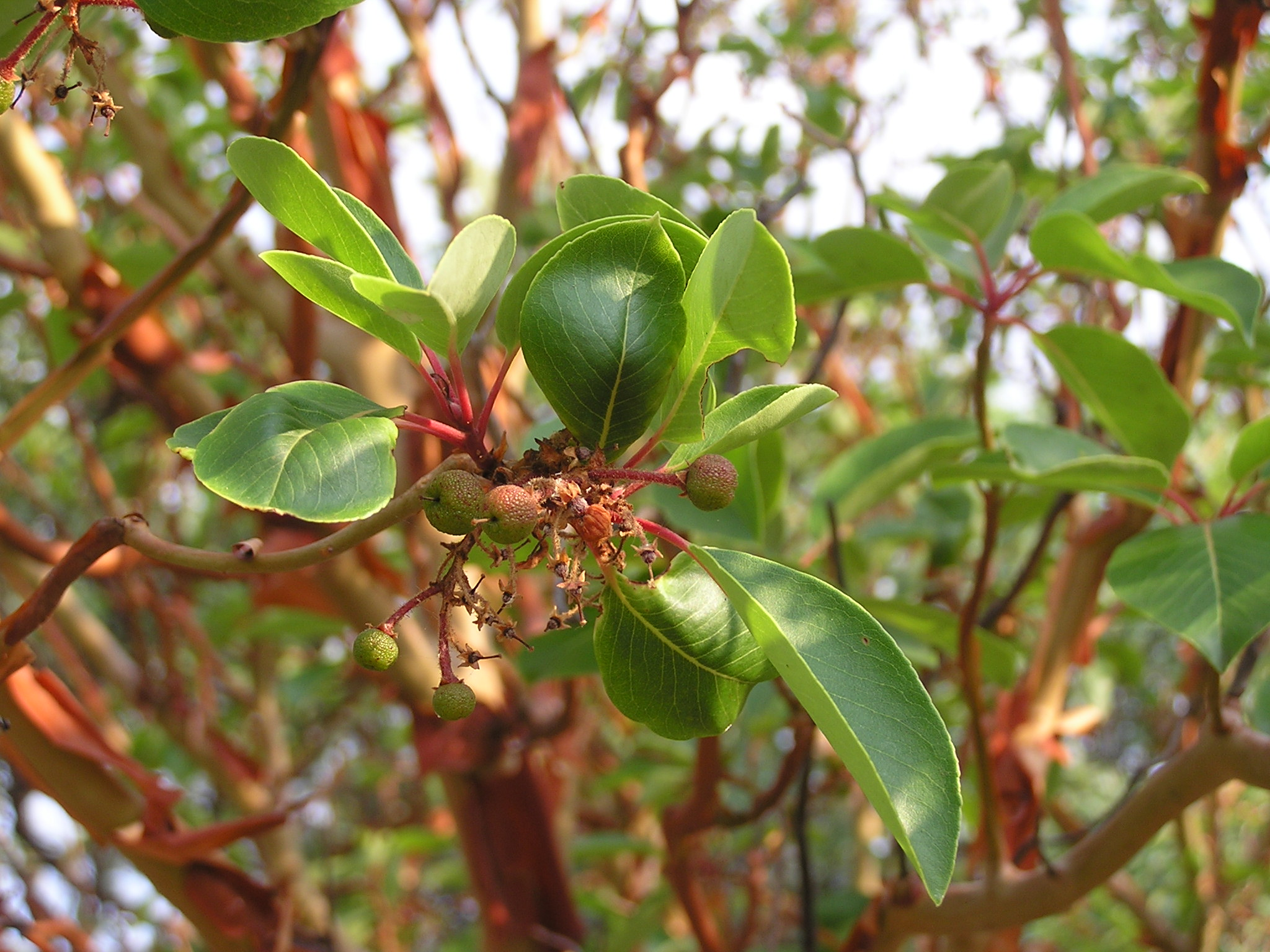
Bladeren
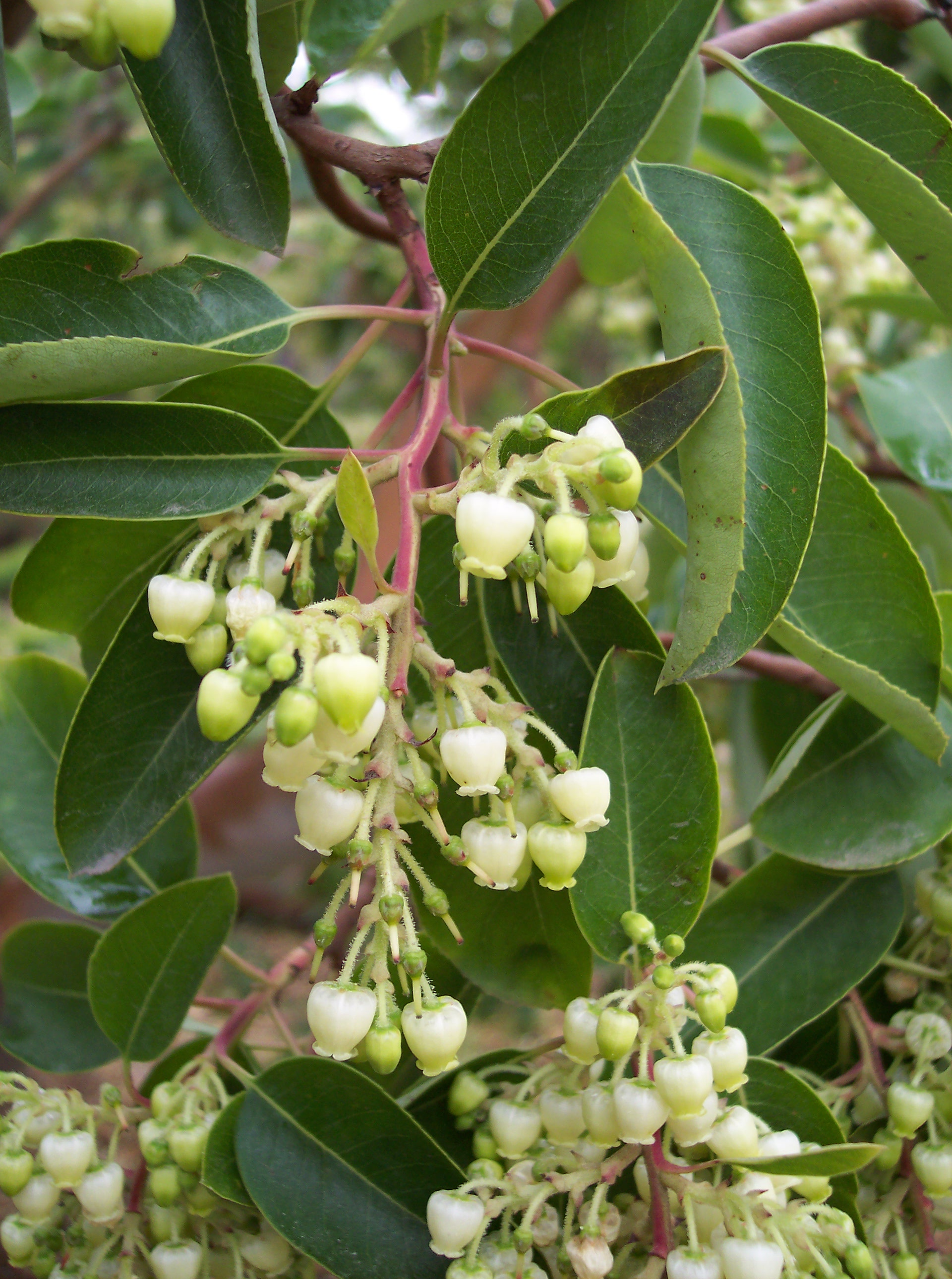
Bloeiwijze
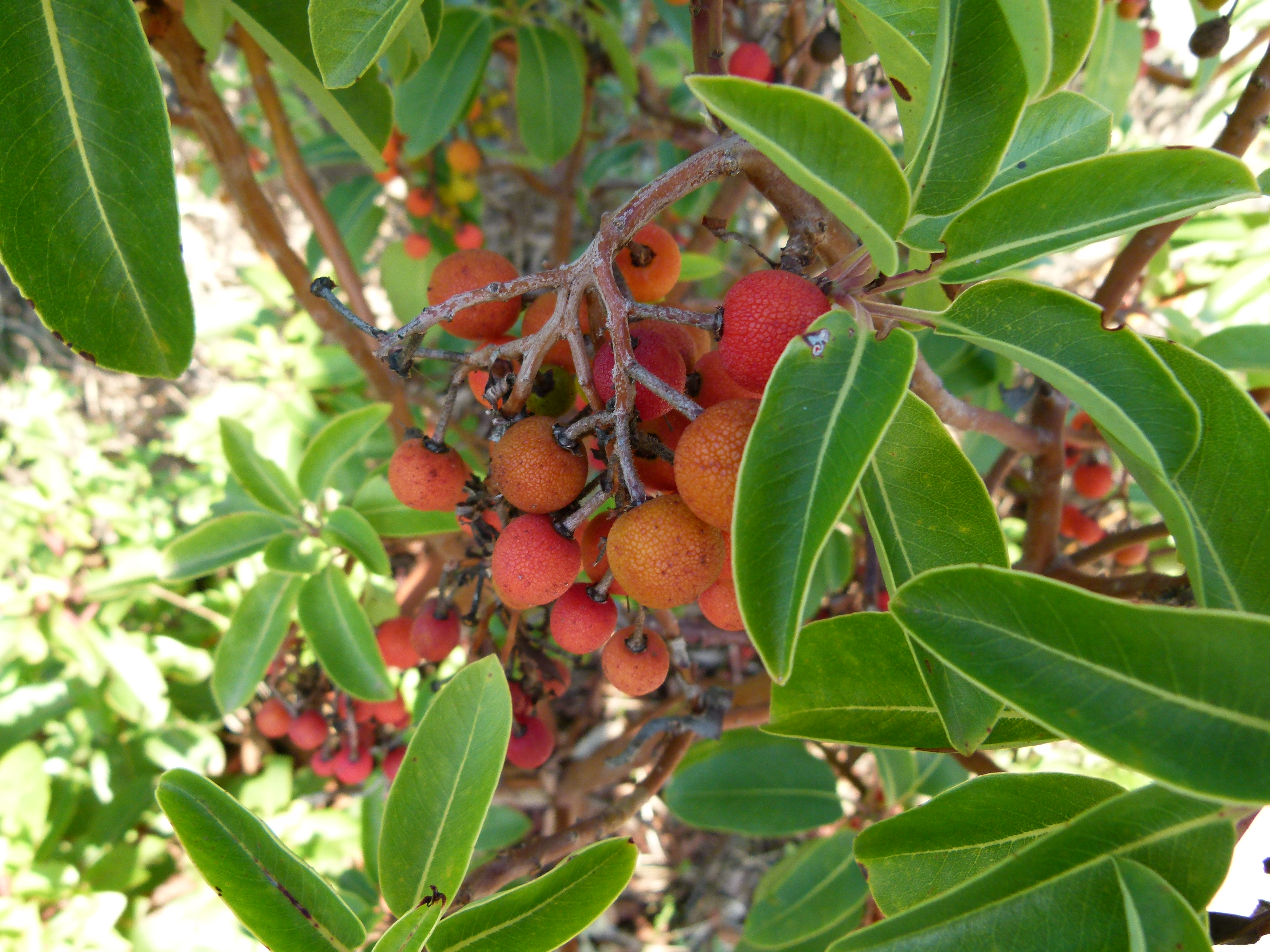
Vruchten
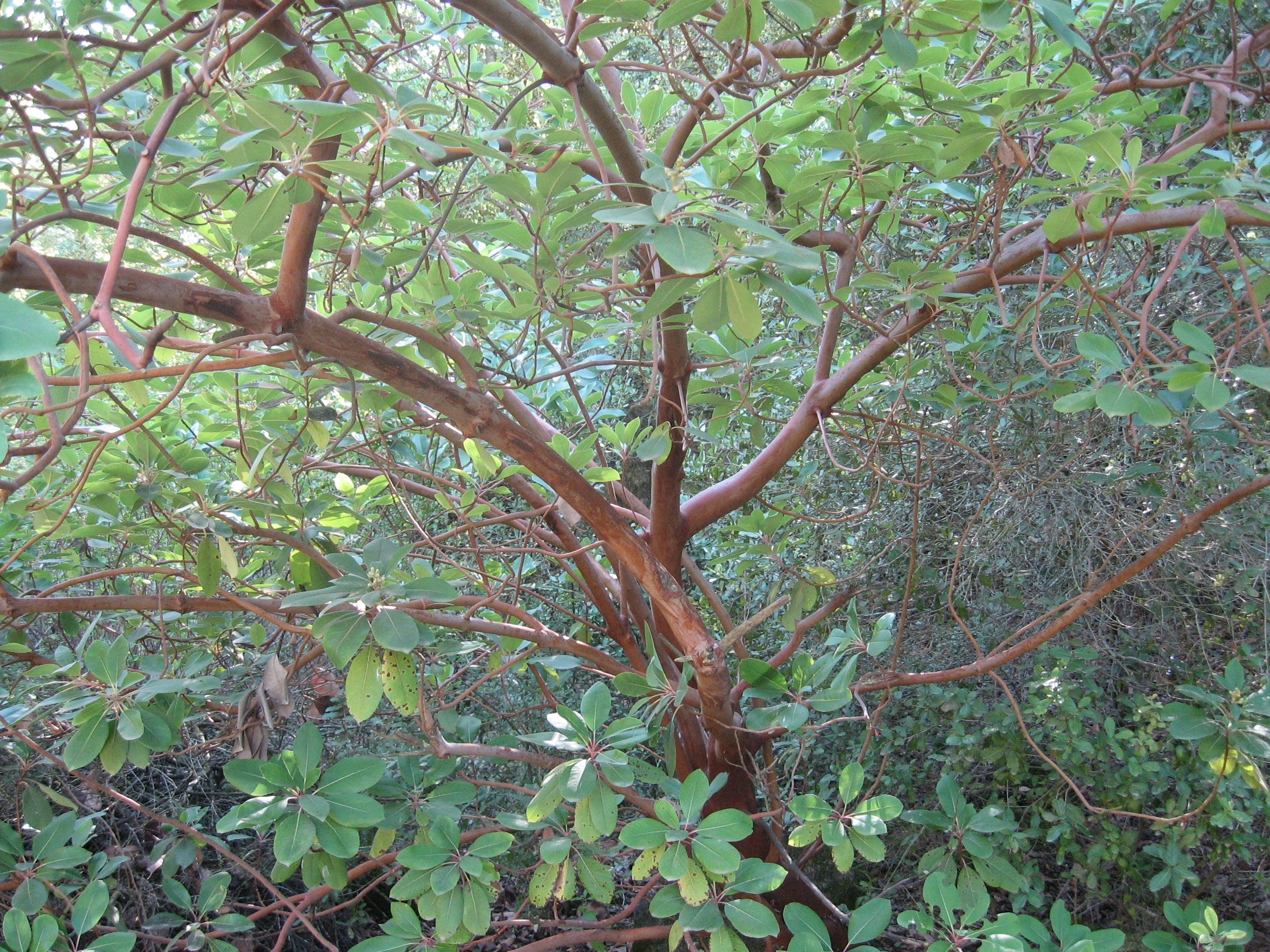
Groeiwijze